# تامپسون، منیتوبا
تامپسون، منیوبا (به انگلیسی: Thompson) یک منطقهٔ مسکونی در کانادا است که در منیوبا واقع شده‌است.

## خصوصیات
تامپسون ۱۷٫۱۸ کیلومترمربع مساحت و ۱۳٬۱۲۳ نفر جمعیت دارد.